# Aphanomerus niger
Aphanomerus niger är en stekelart som beskrevs av Perkins 1905. Aphanomerus niger ingår i släktet Aphanomerus och familjen gallmyggesteklar. Inga underarter finns listade i Catalogue of Life.